# Jürgen Rosenthal
Jürgen Rosenthal (ur. 28 lipca 1949) – niemiecki perkusista rockowy, który swoją karierę rozpoczął w 1973 roku w zespole Dawn Road, którego liderem i gitarzystą był Uli Jon Roth, basistą Francis Buchholz i klawiszowcem Achim Kirschining. W 1974 roku wraz z Rothem i Buchholzem dołączył do grupy Scorpions i nagrali album "Fly to the Rainbow".
Po nagraniu płyty musiał jednak odejść, gdyż został powołany do służby wojskowej. W 1976 roku dołączył do innej słynnej niemieckiej grupy Eloy. Grał w niej do 1979 roku.

## Dyskografia
- Scorpions "Fly to the Rainbow" (1974)
- Eloy "Dawn" (1976)
- Eloy "Ocean" (1977)
- Eloy "Live" (1978)
- Eloy "Silent Cries and Mighty Echoes" (1979)